# Taeniopygia

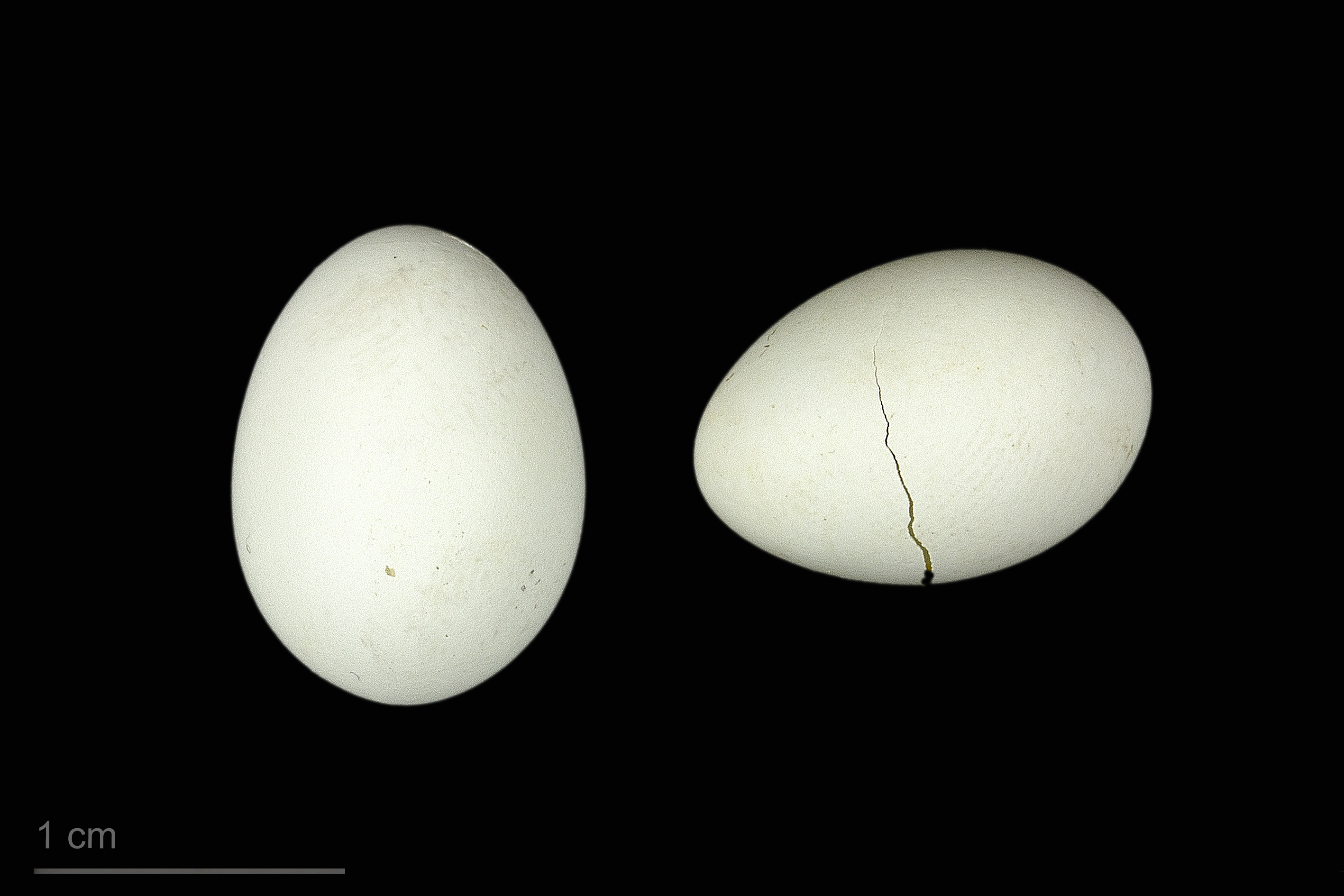
Taeniopygia guttata castanotis

Taeniopygia là một chi chim trong họ Estrildidae.

## Các loài
- Taeniopygia bichenovii
- Taeniopygia guttata